# Stob a' Choin
Stob a' Choin är ett berg i Storbritannien.   Det ligger i kommunen Stirling och riksdelen Skottland, i den nordvästra delen av landet, 600 km nordväst om huvudstaden London. Toppen på Stob a' Choin är 865 meter över havet, eller 512 meter över den omgivande terrängen. Bredden vid basen är 14,4 km.
Terrängen runt Stob a' Choin är huvudsakligen kuperad.Runt Stob a' Choin är det glesbefolkat, med 9 invånare per kvadratkilometer. Närmaste större samhälle är Aberfoyle, 16,9 km sydost om Stob a' Choin. Trakten runt Stob a' Choin består i huvudsak av gräsmarker.